# Liechtensteinische Fussballnationalmannschaft (U-19-Frauen)
Die liechtensteinische Fussballnationalmannschaft der U-19-Frauen repräsentiert Liechtenstein im internationalen U-19-Frauenfussball und untersteht der Leitung des Liechtensteiner Fussballverbandes. 
Die Mannschaft nahm 2019 mit der Qualifikation zur EM 2019 als erstes liechtensteinisches Frauennationalteam an einem UEFA-Wettbewerb teil.

## Turnierbilanz

### Europameisterschaft
- 1998–2018: nicht teilgenommen
- 2019: nicht qualifiziert
- 2020: Meisterschaft wegen COVID-19-Pandemie abgesagt
- 2021: Meisterschaft wegen COVID-19-Pandemie abgesagt